# American Me
American Me é um filme de 1992 dirigido por Edward James Olmos (seu primeiro filme como diretor) e escrito por Floyd Mutrux e Desmond Nakano.

## Elenco
- Edward James Olmos - Montoya Santana
- William Forsythe - J.D.
- Pepe Serna - Mundo
- Daniel A. Haro - Huero
- Sal Lopez - Pedro Santana
- Vira Montes - Esperanza Santana
- Danny De La Paz - Puppet
- Daniel Villarreal - Little Puppet
- Roberto Martín Márquez - Acha
- Dyana Ortelli - Yolanda
- Evelina Fernández - Julie
- Joe Aubel - Tattoo Artist
- Rob Garrett - Zoot Riot Bystander
- Lance August - Young Sailor
- Jacob Vargas - Paulito
- Eric Close - Juvie Hall Attacker
- Christian Klemash - Blond Kid in Yard
- Brian Holechek - Juvie Officer
- Rigoberto Jimenez - Big Happy
- Cary-Hiroyuki Tagawa - El Japo
- Robby Robinson - Drug Thief
- Paul Bollen - Doc

## Recepção
No agregador de críticas Rotten Tomatoes, na pontuação onde a equipe do site categoriza as opiniões da grande mídia e da mídia independente apenas como positivas ou negativas, tem um índice de aprovação de 73% calculado com base em 11 comentários dos críticos. Por comparação, com as mesmas opiniões sendo calculadas usando uma média aritmética ponderada, a nota alcançada é 6,7/10.